# Дьяково (Смоленская область)
Дья́ково    — деревня  в  Смоленской области России,  в Сафоновском районе. Население – 5 жителей (2007 год)  .  Расположена в центральной части области  в 24 км к северо-востоку от города Сафонова,  в 7 км севернее автодороги М1 «Беларусь».  В 11 км южнее деревни железнодорожная станция Издешково на линии Москва — Минск.  Входит в состав Богдановщинского сельского поселения.  

## История
В годы Великой Отечественной войны деревня была оккупирована гитлеровскими войсками в сентябре 1941 года, освобождена в 1943 году..